# ديف شميت (لاعب كرة قاعدة)
ديف شميت (بالإنجليزية: Dave Schmidt)‏ هو لاعب كرة قاعدة أمريكي، ولد في 22 أبريل 1957 في نيلز في الولايات المتحدة.

## وصلات خارجية
- ديف شميت (لاعب كرة قاعدة) على موقعبيزبول رفرنس.كوم (الدوري الرئيسي) (الإنجليزية)
- ديف شميت (لاعب كرة قاعدة) على موقعبيزبول رفرنس.كوم (الدوري الثانوي) (الإنجليزية)